# Karl Abraham

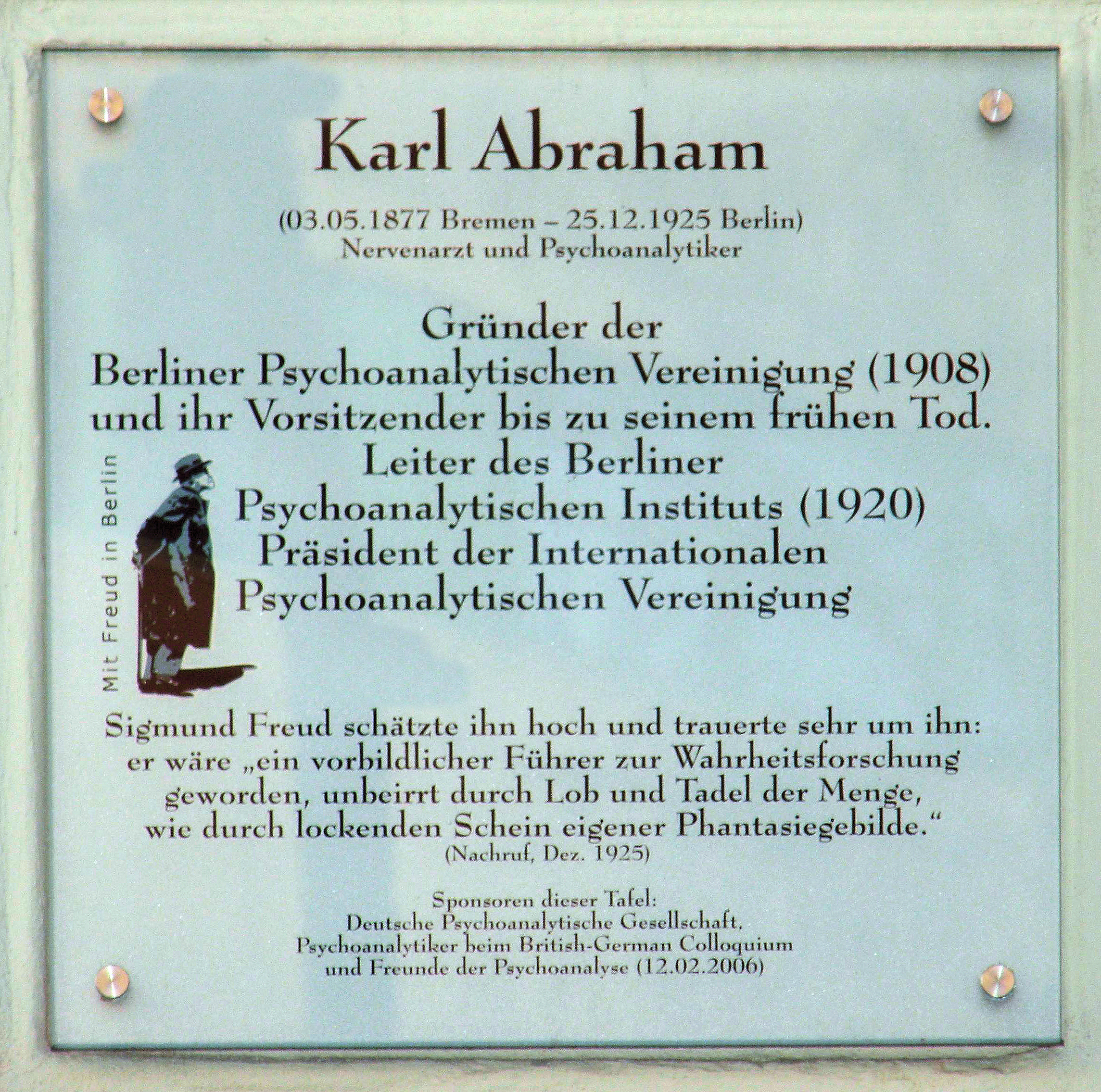
Pamětní deska Karla Abrahama na Rankestraße 24 v Berlíně.

Karl Abraham (3. května 1877 – 25. prosince 1925) byl německý lékař a psychoanalytik, jeden z prvních žáků Sigmunda Freuda, samotným Freudem označovaný za jeho nejlepšího žáka.

## Život
Abraham se narodil v Brémách v židovské rodině. Jeho otcem byl Nathan Abraham, židovský učitel náboženství, a jeho matkou otcova sestřenice Ida. Po vystudování medicíny nastoupil na psychiatrickou kliniku ve švýcarském Burghölzli, kde ho vedl Eugen Bleuler, a kde rovněž spolupracoval s Carlem Gustavem Jungem. Brzy se seznámil s učením Sigmunda Freuda a nadchl pro něj Junga a částečně i Bleulera. Abraham a Jung se stali prvními Freudovými žáky mimo Vídeň. Abraham Freuda upozorňoval, že Jung se vydává směrem, který je s psychoanalýzou nekompatibilní, ale Freud dlouho Junga chránil a upřednostňoval, oprotože věřil, že jako křesťan je pro psychoanalýzu nepostradatelný a měl by ji reprezentovat (Abraham byl stejně jako Freud židovského původu). Nakonec Freud dal Abrahamovi za pravdu a Junga zavrhl. Vzápětí, roku 1914, se Abrahaham stal po Jungovi prezidentem Mezinárodní psychoanalytické asociace a byl jím až do roku 1918. Poté znovu těsně před smrtí roku 1925. Na rozdíl od mnoha jiných žáků (Jung, Adler, Ferenczi, Rank) Abraham Freuda nikdy neopustil.
Abraham se roku 1910 vrátil do Německa a stal se tak šiřitelem Freudova učení právě v Německu. Byl analytikem Melanie Kleinové, která se později stala důležitou postavou psychoanalýzy.

## Dílo
Výborný vztah Freuda a Abrahama souvisel s tím, že Abrahama nejvíce fascinovala z Freudova učení sexuální teorie, jíž se ostatní žáci zříkali obyčejně jako první. Sám Abraham přispěl k teorii vývoje libida řadou příspěvků, především označil různá stadia během orální a anální fáze vývoje (čímž mimo jiné silně ovlivnil Kleinovou). Jako první spojil orální frustraci dítěte u mateřského prsu s depresivitou v dospělosti. Při studiu análního stadia upozorňoval na možné obsesivní vyústění příliš časného učení na nočník.
Abraham vyslovil také nové revoluční názory na manio-depresivitu. Ovlivnil jimi jak Freuda, který pod Abrahamovým vlivem napsal text Smutek a melancholie, tak Kleinovou, která navázala na Abrahamovo tvrzení, že v manio-depresi je třeba zkoumat roli "preoidipovské matky".
Abraham se rovněž zaobíral kulturními tématy, roku 1912 napsal například článek o faraonu Amenhotepu IV. a kultu Atona ve starém Egyptě. V mnohém v něm předznamenal teze z Freudova pozdního spisu Muž Mojžíš a monoteistické náboženství.